# Nu au plateau de sculpteur
Nu au plateau de sculpteur est un tableau de Pablo Picasso réalisé en 1932. Le sujet est Marie-Thérèse Walter, la maîtresse de Picasso.

## Description
Cette œuvre fait partie d'une série de portraits que Picasso a peints de sa maîtresse et muse Marie-Thérèse Walter en 1932. La toile à prédominance bleue/violette mesure 1,62 sur 1,30 mètre. Un nu, un buste et une plante verte sont visibles.

## Vente
Depuis les années 1950, le tableau était en possession de collectionneurs d'art de Los Angeles, Sidney et Frances Brody. Elle n'a été exposée qu'une seule fois, en 1961.
Le 4 mai 2010, adjugée pour 106,4 millions de dollars chez Christie’s à New York, Nu au plateau de sculpteur a battu le record de l’œuvre d’art la plus chère jamais vendue aux enchères. L’œuvre la plus chère de Picasso était jusqu’à présent Garçon à la pipe (1905) avec 104,1 millions de dollars et l’œuvre la plus chère vendue aux enchères était L’Homme qui marche I (1961) d’Alberto Giacometti. Néanmoins, Salvator Mundi (vers 1500) de Léonard de Vinci est la peinture la plus chère du monde, avec 450, 3 M$.